# Saint-Joseph (Loira)
Saint-Joseph è un comune francese di 1 885 abitanti situato nel dipartimento della Loira della regione dell'Alvernia-Rodano-Alpi.

## Società

### Evoluzione demografica
Abitanti censiti